# Bernard Guetta
Bernard Guetta (Boulogne-Billancourt, 28 gennaio 1951) è un giornalista e politico francese.
Ha vinto il premio Albert-Londres nel 1981.

## Biografia
Bernard Guetta è cresciuto in una famiglia di origine  marocchina ebraica. Il padre Pierre Guetta, di origine ebraica marocchina, era un sociologo del lavoro e in seguito è divenuto restauratore. La madre Francine Bourla era una gallerista d'arte tribale. È fratellastro per parte paterna di David Guetta, Disc jockey di fama mondiale. Sua sorella è Nathalie Guetta, attrice nota in Italia soprattutto per il ruolo della perpetua Natalina nella serie Don Matteo.   
Ha lavorato per anni per Le Monde. È stato corrispondente a Varsavia e Danzica. È stato redattore capo per L'Expansion dal 1991 al 1993, poi di Nouvel Observateur dal 1996 al 1999. È editorialista per L'Express, La Repubblica, Temps e La Gazeta.

### L'impegno politico
In gioventù è stato militante della Lega Comunista Rivoluzionara, fino al 1969.
Dopo oltre 30 anni lontano dall'impegno politico diretto, è sostenitore del Sì al Referendum francese sulla Costituzione Europea del 2005. Avvicinatosi a posizioni centriste, nel 2019 è candidato alle elezioni europee con Renaissance del presidente Emmanuel Macron e viene eletto europarlamentare.
Conferma il proprio seggio a Strasburgo anche dopo le elezioni europee del 2024 nella lista macroniana Ensemble.

## Pubblicazioni
- Géopolitique, L'Olivier, 31 ottobre 1995 ISBN 2-87929-089-9
- L'Europe fédérale, con Philippe Labarde, Grasset, Collection: « Pour et Contre », 19 febbraio 2002, 137 pagg ISBN 2-246-62981-0
- Le monde est mon métier : Le journaliste, les pouvoirs et la vérité, con Jean Lacouture, Grasset & Fasquelle, 7 novembre 2007, 395 pagg. ISBN 2-246-72901-7
- L'an I des révolutions arabes : décembre 2010-janvier 2012, Belin ed., 18 marzo 2012, ISBN 2-701-16295-5
- Mon intime conviction. Comment je suis devenu européen, 2014
- Le tour du monde (Tome 1) - L'enquête hongroise, Editions Flammarion (2019)